# Universidad Privada de Trujillo
La Universidad Privada de Trujillo (siglas: UPRIT) es una universidad privada peruana con sedes en las ciudades de Trujillo y Lima.

## Historia
Primera Universidad Licenciada por SUNEDU con licenciamiento institucional permanente y con el Reglamento de Licenciamiento 2020 de mayor exigencia de calidad académica. 
La Superitendencia Nacional de Educación Universitaria (SUNEDU)  otorgó la licencia institucional a la Universidad Privada de Trujillo - UPRIT para ofrecer el servicio educativo superior universitario el 8 de noviembre de 2024 mediante Resolución del Consejo Directivo N.º 0032-2024-Sunedu-CD  
Esta noticia fue ampliamente difundida a nivel nacional en sendas publicaciones en redes sociales, y medios de prensa escritos como el diario Gestión y radiales, y fue un reconocimiento al cumplimiento de las Condiciones Básicas de Calidad (CBC) definidas en el Nuevo Modelo de Licenciamiento de Universidades aprobado por SUNEDU el año 2020, de mayor exigencia en la calidad académica.
Previamente el Consejo Nacional para la Autorización de Funcionamiento de Universidades (CONAFU)  autorizó a la Universidad Privada de Trujillo a desarrollar sus actividades académicas el 11 de octubre de 2006 mediante resolución N.º 334-2006-CONAFU y ratificado por la resolución N.º 378-2010-CONAFU
La Universidad Privada de Trujillo - UPRIT es una universidad asociativa sin fines de lucro que tiene su sede principal en la ciudad de Trujillo. La licencia institucional otorgada a la UPRIT es de carácter permanente, siempre y cuando la universidad continúe cumpliendo con las CBC. 

## Carreras
Actualmente la Universidad Privada de Trujillo tiene las siguientes carreras profesionales:
- Derecho

- Ingeniería Civil
- Ingeniería de Sistemas e Informática.

- Contabilidad y Finanzas
- Administración de Empresas
- Marketing y Negocios Internacionales

- Educación Inicial
- Educación Primaria
- Educación Secundaria con mención en Ciencias Sociales
- Educación Matemática e Informática
- Educación con meción en Idiomas Extranjeros
- Educación Física y Ciencias del Deporte

- Arquitectura (en implementación)
- Ingenieria Industrial (en implementación)

## Escuela de Posgrado
La Escuela de Posgrado de la Universidad Privada de Trujillo (UPRIT Graduate School UGS) tiene el compromiso de formar profesionales altamente capacitados, con una visión global y una sólida base académica y ética. Los programas de segunda especialidad, maestrías y doctorados que se ofrecen, están diseñados para responder a las demandas del mercado laboral y contribuir al desarrollo de la sociedad mediante la investigación, la innovación y la excelencia académica. En la Escuela de Posgrado, promovemos un aprendizaje dinámico y aplicado, combinando teoría y práctica con el respaldo de docentes especializados y con amplia experiencia profesional en sus respectivas áreas. El enfoque educativo permite a nuestros estudiantes potenciar sus habilidades, actualizarse con las últimas tendencias de su sector y desarrollar competencias que les permitan destacar en un entorno competitivo y en constante evolución.
Uprit Graduate School UGS difunde permenentemente noticias y artículos de opinión técnica a través de sus redes sociales y especialmente de su página de LinkedIn 
Actualmente la Uprit Graduate School ofrece los siguientes programas de especializacion profesional:
- Diplomados

- Títulos de Segunda Especialidad, con seis especialidades
- Maestrías
- Doctorados

## Vida universitaria
La Universidad organiza actividades deportivas, culturales  y de proyección social que complementan la formación académica de nuestros estudiantes y permiten formar profesionales íntegros y cuenta con un área de Defensoría Universitaria encargada de la tutela de los derechos de los miembros de la comunidad universitaria y velar por el mantenimiento del principio de autoridad responsable 